# ژان ژاک ماندریچی
ژان ژاک ماندریچی (انگلیسی: Jean-Jacques Mandrichi؛ زادهٔ ۳ ژوئن ۱۹۸۴) بازیکن فوتبال اهل فرانسه است.
از باشگاه‌هایی که در آن بازی کرده‌است می‌توان به باشگاه فوتبال کن، باشگاه فوتبال نانت، باشگاه فوتبال باستیا، باشگاه فوتبال نیم المپیک، باشگاه فوتبال آژاکسیو، و باشگاه فوتبال ستاره سرخ اشاره کرد.
وی همچنین در تیم ملی فوتبال Corsica بازی کرده‌است.